# Renyigoga
Renyigoga là một chi bướm đêm thuộc họ Noctuidae.